# Christian Hartenhauer
Christian Matthias Wilhelm Hartenhauer (né le 2 mai 1948 à Chemnitz) est un ancien homme politique allemand (SED). En 1990, il est bourgmestre-gouverneur de Berlin-Est pendant quelques semaines.

## Biographie
Ce fils d'un ouvrier du textile fait d'abord une formation de tourneur. En 1970, il devient étudiant à la Hochschule für Ökonomie à Berlin-Karlshorst. Peu de temps après son diplôme, il travaille au ministère du commerce extérieur de la RDA jusqu'à son service militaire. Ensuite, il travaille dans plusieurs administrations qui devraient faire de lui un politicien technocratique. En 1976, il est fonctionnaire à la Jeunesse libre allemande. Au début des années 1980, il fait un stage d'un an à l'Académie soviétique des sciences sociales de Moscou.
En 1985, il devient chef adjoint du département de la culture des autorités municipales de Berlin et a la tâche d'organiser le 750e anniversaire de Berlin. Quand le bourgmestre Erhard Krack est accusé d'avoir fraudé les élections municipales du 7 mai 1989 et doit démissionner en février 1990, Hartenhauer est choisi par le conseil municipal pour lui succéder et à Ingrid Pankraz qui avait accepté de prendre l'intérim en premier. Il se retire après de nouvelles élections municipales en mai 1990 qui font de Tino Schwierzina le nouveau bourgmestre de Berlin-Est. Il travaille ensuite dans le secteur privé.

## Source, notes et références
- (de) Cet article est partiellement ou en totalité issu de l’article de Wikipédia en allemand intitulé « Christian Hartenhauer » (voir la liste des auteurs).